# Skřípov
Skřípov é uma comuna checa localizada na região de Olomouc, distrito de Prostějov.